# Egypten i olympiska sommarspelen 1936
Egypten deltog med 53 deltagare vid de olympiska sommarspelen 1936 i Berlin. Totalt vann de två guldmedaljer, en silvermedalj och två bronsmedaljer.

## Medaljer

### Guld
- Anwar Mesbah - Tyngdlyftning, 67,5 kg.
- Khadr El-Touni - Tyngdlyftning, 75 kg.

### Silver
- Saleh Soliman - Tyngdlyftning, 60 kg.

### Brons
- Ibrahim Shams - Tyngdlyftning, 60 kg.
- Ibrahim Wasif - Tyngdlyftning, 82,5 kg.